# سالم السفياني
سالم سلطان السفياني لاعب كرة قدم قطري، ولد في (28 نوفمبر 2002) يلعب في نادي السيلية.

## مسيرة اللاعب
لعب في نادي الريان ونادي الخور ونادي الوكرة ونادي السيلية.